# Yumiko Shige
Yumiko Shige (japanisch 重 由美子, Shige Yumiko; * 4. August 1965 in Karatsu; † 9. Dezember 2018 ebenda) war eine japanische Seglerin.

## Erfolge
Yumiko Shige nahm mit Alicia Kinoshita an drei Olympischen Spielen in der 470er Jolle teil. 1992 belegten sie in Barcelona zunächst den fünften Rang. Vier Jahre darauf in Atlanta beendeten sie die Regatta mit 36 Gesamtpunkten hinter dem spanischen und vor dem ukrainischen Boot auf dem zweiten Platz und erhielt somit die Silbermedaille. Bei den Olympischen Spielen 2000 in Sydney wurden sie Achte. Bei Weltmeisterschaften sicherten sich Shige und Kinoshita 1992 in Cádiz Silber sowie 1995 in Toronto Bronze.